# Milada Blažková
Milada Blažková (* 30. května 1958 Praha) je bývalá československá pozemní hokejistka, držitelka stříbrné medaile z olympiády v Moskvě z roku 1980. Za reprezentaci odehrála 81 utkání. Blažková byla oporou oddílu Bohemians Praha, se kterým dvakrát, v roce 1983 a 1984, dosáhla na titul mistryň Československa, ve stejných letech byla také vyhlášena nejlepší Československou pozemářkou.